# Lars-Göran Pettersson
Lars-Göran Pettersson, född 8 april 1943 i Västerås, är en svensk regissör och manusförfattare.

## Regi i urval
- 1973 – På tisdag vaknar vi upp till framtiden
- 1986 – Hövdingen (TV-serie)
- 1988 – Som man ropar
- 1989 – Tiger Rag (TV-serie)
- 1990 – Gränslots
- 1994 – Ett sommarspel
- 1999 – Britt-Yngves (TV-serie)
- 2003 – Bázo
- 2007 – Blåbärskriget

## Filmmanus i urval
- 1983 – Motorsågen
- 1986 – Hövdingen (TV-serie)
- 1988 – Som man ropar
- 1990 – Gränslots
- 2007 – Blåbärskriget